# Großer Stechlinsee
Großer Stechlinsee (lub Stechlinsee) – jezioro polodowcowe w północno-wschodnich Niemczech, w Brandenburgii, w powiecie Oberhavel, położone we wschodniej części Pojezierza Meklemburskiego.
Powierzchnia jeziora wynosi 4,2 km². Głębokość średnia wynosi 23 m, a maksymalna 68,5 m. Jezioro znajduje się w granicach parku krajobrazowego Stechlin-Ruppiner Land. Na wschód od jeziora położona jest miejscowość Neuglobsow (gmina Stechlin), a nieco dalej na północny wschód miasto Fürstenberg/Havel.
Między Stechlinsee a sąsiednim Nehmitzsee ulokowana została w 1966 roku pierwsza w NRD elektrownia jądrowa (Rheinsberg), zamknięta w 1992 roku.